# قطعنامه ۱۸۱۹ شورای امنیت
قطعنامه  ۱۸۱۹ شورای امنیت سازمان ملل متحد که در تاریخ ۱۸ ژوئن ۲۰۰۸ تصویب شد، سندی بین‌المللی دربارهٔ بررسی وضعیت در لیبریا است. این قطعنامه طی نشست ۵۹۱۴ام با ۱۵ رای موافق، ۰ مخالف و ۰ ممتنع تصویب شد.